# EF-G
La protéine EF-G est un facteur d'élongation de procaryotes autrefois appelé translocase. Il s'agit d'une GTPase qui agit en provoquant le transfert du peptidyl-ARN de transfert (ARNt) du site A (pour Acide aminé) sur la sous-unité ribosomique 30S vers une position intermédiaire avec le site P (pour Peptide) sur la sous-unité ribosomique 50S, tandis que l'ARNt qui occupait ce site est poussé vers une position intermédiaire avec le site E (pour Exit en anglais). L'hydrolyse du GTP en GDP et phosphate induit un changement conformationnel à travers la protéine EF-G qui pousse le peptidyl-ARNt dans le site P et l'autre ARNt dans le site E, ce qui le libère du ribosome, ce qui a pour effet de décaler l'ARN messager de trois nucléotides puisqu'il demeure lié au peptidyl-ARNt. De ce fait, le site A est libre pour accueillir un nouvel aminoacyl-ARNt en face du codon adjacent au précédent. 
La protéine EF-G est généralement inhibée par l'acide fusidique, mais des résistances sont apparues,.
L'homologue de EF-G chez les eucaryotes est eEF2.